# Ihor Pavliuk
Ihor Zînoviiovîci Pavliuk (în ucraineană І́гор Зино́війович Павлю́к, rusă: Игорь Зиновьевич Павлюк; n. 1 ianuarie 1967, Malîi Okorsk, raionul Lokaci, RSS Ucraineană, URSS) este un scriitor, poet, cercetător și traducător ucrainean.
Este câștigător al premiului PEN 2013 în limba engleză și doctor în comunicare socială. De asemenea, este membru al Asociației Europene a Scriitorilor.,